# Памятники жертвам голода на Украине (1932—1933)

Памятники жертвам голода на Украине 1932—1933 годов установлены во многих насёленных пунктах Украины, а также за рубежом.
Первый памятник-крест был установлен в 1972 году в Аделаиде (Австралия) недалеко у церкви УАПЦ, первый в мире памятник жертвам Голодомора на Украине 1932—1933 гг. был открыт 23 октября 1983 г. в городе Эдмонтон (провинция Альберта, Канада) по инициативе граждан Канады украинского происхождения. Автор памятника — монреальский скульптор Людмила Темертя, мать которой пережила Голодомор.
Крупнейшим событием стало открытие мемориала жертвам Голодомора в ноябре 2015 года в Вашингтоне (США). На ней собралось более пяти тысяч украинцев из Канады и США, в частности из штатов Пенсильвания, Нью-Йорк, Коннектикут, Джорджия, Массачусетс, Иллинойс, Мичиган, Нью-Джерси, Мэриленд, Виргиния и Огайо, одетых несмотря на непродолжительный дождь в вышиванки, держащих в своих руках плакаты и флаги и певших американские и украинские национальные гимны. Овацией они встретили украинских солдат, находящихся на лечении в Национальном военном медицинском центре Уолтера Рида. Открытие памятника транслировалось на огромные экраны, расположенные на Колумбус-Серкл. Мемориал был освящён и благословлён предстоятелем Украинской православной церкви Киевского патриархата Филаретом (Денисенко) и предстоятелем Украинской грекокатолической церкви Святославом (Шевчуком) при участии предстоятеля Украинской православной церкви в США Антония (Щербы), епископа УПЦ в США Даниила (Зелинского) и митрополита Филадельфийской архиепархии УГКЦ Стефан (Сорока), а также представителей православного и греко-католического духовенства.
Закончилась церемония исполнением Украинской капеллой бандуристов гимна «Молитва за Украину». После этого все присутствовавшие проследовали маршем к Белому дому. Некоторые российские СМИ восприняли открытие мемориала с критикой, охарактеризовав его как «политическое шоу», а также принизив количество присутствующих на церемонии до «около сотни человек».

## Памятники на Украине

### Винницкая область
| Населенный пункт | Название                              | Дата установки | Расположение          | Координаты | Фото | Краткие сведения                                       |
| Андрушёвка       | Памятник жертвам Голодомора           |                | Андрушевское кладбище |            |      | Надпись: «Вечная память жертвам»                       |
| Довгалевка       | Памятник жертвам Голодомора           |                | Парк                  |            |      | Надпись: «1932-1933: Вечная память жертвам Голодомора» |
| Долотецкое       | Мемориальный крест жертвам Голодомора |                | Долотецкое кладбище   |            |      | Надпись: «Жертвам Голодомора на Украине. 1932—1933»    |

### Днепропетровская область
| Населенный пункт | Название | Дата установки | Расположение                                            | Координаты                      | Фото | Краткие сведения |
| Жёлтые Воды      | Памятник жертвам Голодомора |                | Парк Славы                                              | 48°20′45″ с. ш. 33°30′19″ в. д. |      |                  |
| Кривой Рог       | Памятник жертвам Голодомора |                | На старом еврейском кладбище (ул. Лермонтова)           | 47°54′20″ с. ш. 33°21′02″ в. д. |      |                  |
| Пятихатки        | Памяти жертв Голодомора |                |                                                         |                                 |      |                  |
| Днепр            | Жертвам Голодоморов 1920-23, 1932-33, 1946-47 гг. | 2008 год       | на 9-м километре Запорожского шоссе                     | 48°22′58″ с. ш. 35°02′26″ в. д. |      |                  |
| Днепр            | Жертвам Голодоморов 1920-23, 1932-33, 1946-47 гг., политзаключённым и репрессированным Украины, уничтоженным в концлагерях СССР коммунистической властью 1917-91 гг. | 2005 год       | около железнодорожного вокзала на Привокзальной площади |                                 |      |                  |

### Донецкая область
| Населенный пункт | Название                                                | Дата установки                                          | Расположение                                                                      | Координаты                      | Фото | Краткие сведения                                                           |
| Мариуполь        | Жертвам Голодомора 1932—33 гг. и политических репрессий | 2004 (снесён во время российской оккупации в 2022 году) | перекресток Проспекта Мира и ул. Университетской                                  | 47°05′43″ с. ш. 37°32′50″ в. д. |      | Архитекторы: В. Земляной, С. Руденко, Ю. Сагиров, К. Акуленко, А. Пинчуков |
| Доброполье       | Жертвам Голодомора                                      |                                                         | В сквере возле ДК шахты «Добропольской», расположенного по улице Фестивальной, 21 |                                 |      |                                                                            |

### Житомирская область
| Населенный пункт | Название                                                   | Дата установки | Расположение                                     | Координаты                      | Фото | Краткие сведения |
| Великие Гадомцы  | Памятник жертвам Голодомора на Украине 1932—1933 гг.       |                |                                                  |                                 |      | |
| Городское        | Украинская Голгофа                                         |                | на территории Святодуховского мужского монастыря |                                 |      | Надпись: «Поклонимся земли украинской» |
| Житомир          | Памятник жертвам Голодомора «Ангел, плачущий»              | 2006           | В сквере в восточной части Путятинской площади   | 50°14′51″ с. ш. 28°41′11″ в. д. |      | Памятник жертвам Голодомора на Украине 1932-33 годов был установлен у накануне 15 годовщины Дня Независимости Украины — 23 августа 2006 года. Авторы — скульптор О. Костюк и архитектор П. Перевозник. Надпись: «Светлой память жертв Голодомора». |
| Житомир          | Памятная доска жертвам Голодомора на Украине 1932—1933 гг. |                | Смолянское кладбище                              |                                 |      | Надпись: «Поклонимся. Зажжем свечу. Поименно вспомним и помянем всех жертв Голодомора 1932—1933 годов в городе Житомире». |
| Коростышев       | Жертвам Голодомора                                         |                |                                                  | 50°18′59″ с. ш. 29°03′51″ в. д. |      | |
| Малин            | Жертвам Голодомору                                         |                | ул. И. Огиенко 40                                | 50°46′32″ с. ш. 29°17′20″ в. д. |      | Надпись: «Вечная память жертвам Голодомора 1932—1933 на Украине» |
| Овруч            | Памятник жертвам Голодомора на Украине 1932—1933 гг.       |                |                                                  |                                 |      | |

### Запорожская область
| Населенный пункт | Название                                             | Дата установки | Расположение | Координаты | Фото | Краткие сведения                    |
| Запорожье        | Памятник жертвам Голодомора на Украине 1932—1933 гг. |                |              |            |      | Статуя женщины и памятник с крестом |

### Киев
| Населенный пункт | Название                                                  | Дата установки | Расположение                                                                      | Координаты                      | Фото | Краткие сведения                                                                                 |
| Киев             | Памятный знак жертвам Голодомора на Украине 1932—1933 гг. | 1993           | на Михайловской площади                                                           | 50°27′20″ с. ш. 30°31′16″ в. д. |      | Авторы — скульптор Василий Перевальский, архитектор Николай Кислый.                              |
| Киев             | Свеча памяти                                              | 2008           | Национальный музей «Мемориал памяти жертв Голодомора на Украине», ул. Лаврская, 3 | 50°26′17″ с. ш. 30°33′14″ в. д. |      | 32-х метровая бетонная часовня, выполненная в форме белой свечи с позолоченным ажурным пламенем. |
| Киев             | Ребёнок                                                   | 2008           | Национальный музей «Мемориал памяти жертв Голодомора на Украине», ул. Лаврская, 3 | 50°26′16″ с. ш. 30°33′10″ в. д. |      |                                                                                                  |

### Киевская область
| Населенный пункт | Название                                                                                          | Дата установки      | Расположение                                                            | Координаты                      | Фото | Краткие сведения |
| Белая Церковь    | Вечная память жертвам голодомора 1932—1933                                                        | 1993                | Площадь 1 мая (ул. Ярослава Мудрого)                                    | 49°48′11″ с. ш. 30°07′23″ в. д. |      | Автор: Г. М. Мосендз |
| Боярка           | Жертвам Голодомора 1932-33 годов, политических репрессий, Чернобыльской катастрофы, памятный знак | 2005                | В парке Победы на улице Крещатик                                        | 50°19′34″ с. ш. 30°17′17″ в. д. |      | |
| Бровары          | Жителям Броваров — жертвам Голодомора 1932-33 годов, памятный крест                               | 19 ноября 2008 года | у церкви Святых Апостолов Петра и Павла в парке Славы по улице Киевской | 50°30′33″ с. ш. 30°46′44″ в. д. |      | Памятный крест был открыт на месте, где в 1932-33 годах происходило массовое захоронение жителей города, умерших от голода. В церемонии открытия приняли участие представители городской власти, духовенство, работники краеведческого музея, учителя и ученики общеобразовательных школ города и рядовые граждане. Были проведены панихиды, участники мероприятия зажгли свечи и возложили цветы к памятному кресту. |
| Вышгород         | Памятник жертвам Голодомора 1932—1933 гг.                                                         | 2008                |                                                                         |                                 |      | Авторы: Крылов Борис и Сидорук Олесь. |
| Летки            | Монумент жертвам Голодомору                                                                       |                     |                                                                         |                                 |      | |
| Обухов           | Монумент жертвам Голодомора                                                                       |                     |                                                                         | 50°07′10″ с. ш. 30°39′38″ в. д. |      | |

### Луганская область
| Населенный пункт | Название                                        | Дата установки | Расположение                                                                                               | Координаты                      | Фото | Краткие сведения                                                                              |
| Луганск          | Жертвам Голодомора 1932—1933 годов на Луганщине | 2008           | Сквер Памяти на прежнем Гусиновского кладбище                                                              | 48°34′03″ с. ш. 39°19′11″ в. д. |      | Надпись: «Покойтеся с миром, голодом изморенные».                                             |
| Северодонецк     | Памятник жертвам Голодомора 1932—1933 гг.       | 2008           | При входе на территорию Кресто-Воздвиженского храма Украинской православной церкви Московского патриархата | 48°55′29″ с. ш. 38°29′36″ в. д. |      | Внутри часовни находится плита из чёрного гранита с надписью «Жертвам Голодомора: 1932—1933». |
| Новоайдар        | Памятник жертвам Голодомора 1932—1933 гг.       |                | На выезде на Северодонецк                                                                                  | 48°56′36″ с. ш. 38°58′49″ в. д. |      | Плита из чёрного гранита с надписью «Жертвам Голодомора 1932—1933 годов на Луганщине».        |

### Львовская область
| Населенный пункт | Название                                         | Дата установки | Расположение                                                         | Координаты                      | Фото | Краткие сведения |
| Львов            | Жертвам голодомора-геноцида и депортации XX века | 2008           | ТВК «Южный» (ул. Щирецька 36), у церкви Покрова Пресвятой Богородицы | 49°48′49″ с. ш. 23°58′32″ в. д. |      |                  |

### Николаевская область
| Населенный пункт | Название                                               | Дата установки | Расположение             | Координаты                      | Фото | Краткие сведения |
| Мазурово         | В память погибшим в 1933 году от жителей села Мазурове |                | На входе перед кладбищем |                                 |      |                  |
| Николаев         | Жертвам Голодомору 1932—1933 років                     |                |                          | 46°57′36″ с. ш. 32°02′38″ в. д. |      |                  |

### Одесская область
| Населенный пункт | Название                                                          | Дата установки | Расположение                                                  | Координаты                      | Фото | Краткие сведения                                                                                      |
| Одесса           | Жертвам Голодомора 1932-33 гг., памятный знак                     | 2008           | в сквере на Лидерсовском бульваре (на углу с улицей Базарной) | 46°28′22″ с. ш. 30°45′14″ в. д. |      | Памятный знак жертвам Голодомора 1932-33 гг.. Открыт 22 ноября 2008 года Скульптор — Илларион Стадник |
| Раздельная       | Памяти жертв Голодомора 1932—1933 годов на Украине, памятный знак | 2007           | на Центральной площади на улице Европейской                   | 46°51′07″ с. ш. 30°04′28″ в. д. |      | Гранитный памятник на двухступенчатом постаменте. Авторы проекта — Осадчий А. А., Мацюк В. И.         |

### Полтавская область
| Населенный пункт | Название                                                   | Дата установки  | Расположение                                   | Координаты                      | Фото | Краткие сведения |
| Лохвица          | Жертвам Голодомора и политических репрессий, памятный знак | 2009            |                                                |                                 |      | |
| Лубны            | Курган скорби. Памятник жертвам Голодомора                 | 12 августа 1990 | гора Зажура, Лубенский район, вблизи монастыря | 50°01′51″ с. ш. 33°03′02″ в. д. |      | Инициатор создания: Алексей Коломиец Украинский Фонд Культуры. Освящение места: 12.08.1990. Открытие мемориала: 11.09.1993. Автор проекта: народный художник Украины Анатолий Игнащенко |

### Сумская область
| Населенный пункт | Название                                      | Дата установки | Расположение                                                                                      | Координаты | Фото | Краткие сведения |
| Белополье        | Памятник жертвам коммунистического террора    | 22 ноября 2008 | Городской парк им. Шевченко, на месте захоронения погибших от голода установлены крест и памятник |            |      | Недалеко от места массового захоронения погибших от Голодомора установлена скульптура женщины. В её руках — икона, за спиной 6-метровый медный колокол. Автор — заслуженный художник Украины Виктор Стукан |
| Ромны            | Памятник жертвам коммунистического голодомора |                |                                                                                                   |            |      | Памятник высотой 2.5 м. Статуя женщины и ребёнка. |
| Смелое           | Памятник жертвам коммунистического голодомора |                | Памятник расположен рядом с храмом Покрова                                                        |            |      | Памятник в виде мраморной плиты, высота — 1.50. Расположение на холме, к площадке ведут бетонные ступени.                                                                                                  |
| Сумы             | Памятник жертвам Голодомора                   | 2008           | В сквере Памяти Жертв Голодомора на улице Степана Бандеры, недалеко от Сумского автовокзала.      |            |      | Скульпторы: Олег Прокопчук и И. Абрамов; архитектор А. Дяченко. |
| Хмелев           | Памятник жертвам коммунистического голодомора |                | Расположен рядом с перекрестком путей Ромны — Конотоп, Ромны — Бахмач.                            |            |      | Деревянный крест 3 м окрашен тёмно-красным цветом. Надпись «Спаси и сохрани». |
| Хоружевка        | Памятник жертвам коммунистического голодомора |                |                                                                                                   |            |      | Большой мемориальный комплекс начинается у церкви памятником девочки, по склону каменные кресты, тянущиеся к дороге, завершается стелой со списком погибших и каменной глыбой с плугом                     |

### Тернопільська область
| Населенный пункт | Название                                                | Дата установки | Расположение                | Координаты | Фото | Краткие сведения                                                                                  |
| Белая            | Жертвам голодомора 1932—1933 годов, Символический крест | 1993           |                             |            |      | Первый в Западной Украине символический знак (крест). Инициатор Степан Проц, активист «Просвиты». |
| Тернополь        | Жертвам голодомора, памятник                            |                | у церкви Рождества Христова |            |      |                                                                                                   |
| Озеряны          | Часовня в память о жертвах голодомора 1933              | 1996           |                             |            |      | Воздвиг С. Чижишин                                                                                |

### Харьковская область
| Населенный пункт   | Название                                           | Дата установки | Расположение                                                                       | Координаты                      | Фото | Краткие сведения                                                                                            |
| Краснокутск        | Скорбный знак жертвам коммунистического голодомора |                | расположен неподалеку автостанции рядом с мемориалом жертвам Второй мировой войны. |                                 |      | Металлический православный крест 5 м установлен на земляной насыпи.                                         |
| Черкасская Лозовая | Мемориал жертвам Голодомора                        | 2008           | У транспортной развязки автомобильной трассы «Харьков — Москва»                    | 50°06′09″ с. ш. 36°15′54″ в. д. |      | Скульптор: А. Н. Родной                                                                                     |
| Харьков            | Памятный знак                                      | 4.10.1989      | в Молодёжном парке, неподалеку от церкви                                           | 50°00′29″ с. ш. 36°14′54″ в. д. |      | Деревянный крест 3 м на каменном основании. Первый в Украине Крест памяти жертв Голодомора 1932—1933 годов. |
| Харьков            | Памятный камень                                    |                | на городском кладбище                                                              |                                 |      | Изготовлен из чёрного мрамора. Надпись «Жертвам Голодомора 1932—1933 гг.». Стилизованный в виде могилы.     |

### Хмельницкая область
| Населенный пункт | Название                                             | Дата установки | Расположение                              | Координаты                      | Фото | Краткие сведения                                                       |
| Изяслав          | Мемориал жертвам тоталитаризма                       |                | По улице Шевченко, на берегу реки Поноры. | 50°07′03″ с. ш. 26°49′14″ в. д. |      | Часовня, каменный крест, скульптурная композиция и мемориальная плита. |
| Плужное          | В память жертв Голодомора 1932—1933 годов на Украине |                |                                           | 50°10′57″ с. ш. 26°32′57″ в. д. |      | Православный крест установлен на земляной насыпи                       |

### Херсонская область
| Населенный пункт | Название                           | Дата установки | Расположение | Координаты                      | Фото | Краткие сведения |
| Белозерка        | Несла свой крест молчаливо Украина | 24 ноября 2007 |              | 46°37′36″ с. ш. 32°26′37″ в. д. |      |                  |

### Черниговская область
| Населенный пункт | Название                                                   | Дата установки | Расположение                                              | Координаты                      | Фото | Краткие сведения                                                                                  |
| Бахмач           | Скорбный знак жертвам коммунистического голодомора         |                | расположен у Георгиевской церкви.                         | 51°10′32″ с. ш. 32°49′38″ в. д. |      | Деревянный крест 2 м на каменном основании, лакированный. Вокруг оформлен цветами.                |
| Дубовый Гай      | Памятный знак жертвам Голодомора                           | 2007           |                                                           | 50°29′10″ с. ш. 32°14′09″ в. д. |      | Деревянный крест на возвышении.                                                                   |
| Нежин            | Жертвам Голодомора и политических репрессий, памятный знак | 2008           | перед зданием станции скорой помощи (ул. Покровская, 18А) | 51°02′34″ с. ш. 31°52′25″ в. д. |      | Памятный знак жертвам геноцида и политических репрессий был открыт 20 ноября 2008 года.           |
| Ольшана          | Памятный знак жертвам Голодомора                           | 2007           |                                                           | 50°29′10″ с. ш. 32°14′09″ в. д. |      | Деревянный крест на возвышении.                                                                   |
| Подлесное        | Памятный знак жертвам Голодомора                           |                |                                                           | 51°09′13″ с. ш. 31°07′19″ в. д. |      | Каменная плита в виде памятника с надписью: «Памяти жертв Голодомора 1932—1933 годов».            |
| Сокиринцы        | Памятный знак жертвам Голодомора                           | 1993           |                                                           | 50°41′55″ с. ш. 32°47′30″ в. д. |      | Деревянный крест в терновом венке с каменной плитой. У креста фигура женщины с ребёнком на руках. |

## Памятники за пределами Украины

### Австралия
| Населенный пункт | Название | Дата установки                  | Расположение                                                   | Координаты                       | Фото | Краткие сведения                                                                           |
| Аделаида         | Жертвам насильно созданного голода на Украине                                                               | 1972 год, перенесён в 1993 году | Украинская Православная церковь св. Михаила                    | 34°53′59″ ю. ш. 138°33′53″ в. д. |      | В 1993 году монумент был перенесён на другое место                                         |
| Канберра         | Мемориал памяти жертв Голодомора-геноцида на Украине                                                        | 1985                            | На территории Украинского Православного Центра                 | 35°16′26″ ю. ш. 149°07′37″ в. д. |      | Памятник открыл Джон Говард, тогдашний лидер оппозиции в Федеральном парламенте Австралии. |
| Мельбурн         | Мемориал памяти погибшим 7 миллионам украинцев в 1932-33 годах от голода, созданного большевистской властью | 1983                            | На территории Украинской православной Свято-Покровской церкви. | 37°45′26″ ю. ш. 144°55′03″ в. д. |      | Основателем памятника является Иван Александров.                                           |

### Аргентина
| Населенный пункт | Название                                           | Дата установки | Расположение                     | Координаты                      | Фото | Краткие сведения |
| Буенос-Айрес     | Мемориальная доска, посвящённая жертвам Голодомора |                | Кафедральный собор Буенос-Айреса | 34°36′26″ ю. ш. 58°22′23″ з. д. |      | [ 23 ] [ 24 ]    |

### Канада
| Населенный пункт | Название                                     | Дата установки | Расположение                                  | Координаты                       | Фото | Краткие сведения |
| Уинсор           | Famine Genocide in Soviet Ukraine 1932—1933  | 1983           | Queen Elizabeth II Gardens, Jackson Park      |                                  |      | Надпись: «In memory of over seven million victims of the famine genocide 1932—1933 in Soviet Ukraine, a Stalinist crime against humanity.»                                                               |
| Виннипег         | Памятник искусственному Голодомору 1932—1933 | 24 червня 1984 |                                               |                                  |      | Скульптор: Роман Коваль (Roman Kowal) |
| Эдмонтон         | Памятник жертвам Голодомора                  | 1983           | Churchill Square, cnr of 100 St. and 102A Ave | 53°32′40″ с. ш. 113°29′26″ з. д. |      | Надпись: «In memory of the millions who perished in the genocidal Famine inflicted upon Ukraine by the Soviet regime in Moscow 1932-33. Let us all stand guard against tyrany, violence and inhumanity.» |
| Калгари          | Памятник жертвам Голодомора                  |                |                                               |                                  |      | |

### Германия
| Населенный пункт | Название                    | Дата установки | Расположение                                                      | Координаты | Фото | Краткие сведения |
| Мюнхен           | Памятник жертвам Голодомора | 2008           | Собор Покрова Пресвятой Богородицы и святого Андрея Первозванного |            |      | [ 25 ] [ 26 ]    |

### Польша
| Населенный пункт | Название                         | Дата установки | Расположение                    | Координаты                      | Фото | Краткие сведения           |
| Варшава          | Жертвам Голодомора               | 2009           | Православное кладбище в Варшаве |                                 |      | Скульптор: Геннадий Ершов. |
| Краков           | Мемориал памяти жертв Голодомора |                | Плянты, Старый Город, Краков    | 50°03′36″ с. ш. 19°56′03″ в. д. |      |                            |
| Люблин           | Мемориал памяти жертв Голодомора | 2015           | Старый Город, Люблин            |                                 |      |                            |

### Венгрия
| Населенный пункт | Название                      | Дата установки | Расположение           | Координаты | Фото | Краткие сведения                            |
| Будапешт         | Мемориальная плита Голодомору | 2006           | Глория Виктис Мемориал |            |      | Установлена украинской диаспорой в Венгрии. |

### США
| Населенный пункт | Название                                                         | Дата установки | Расположение | Координаты                      | Фото | Краткие сведения |
| Вашингтон        | Мемориал жертвам украинского Голодомора-геноцида 1932—1933 годов | 7 ноября 2015  |              | 38°53′50″ с. ш. 77°00′34″ з. д. |      | Высота: 2,5 м, длина: 10 м, вес: 4 т. Мемориал в виде массивного бронзового поля колосков. Скульптор — Лариса Курилас. |